# Креведија Мика (Ђурђу)
Креведија Мика (рум. Crevedia Mică) насеље је у Румунији у округу Ђурђу у општини Креведија Маре. Oпштина се налази на надморској висини од 102 m.

## Становништво
Према подацима из 2002. године у насељу је живело 982 становника, од којих су сви румунске националности.